# Serqīn
Serqīn (persiska: سرقین) är en ort i Iran.   Den ligger i provinsen Östazarbaijan, i den nordvästra delen av landet, 500 km nordväst om huvudstaden Teheran. Serqīn ligger 1 372 meter över havet och antalet invånare är 145.
Terrängen runt Serqīn är huvudsakligen kuperad, men åt nordväst är den platt.Runt Serqīn är det ganska glesbefolkat, med 27 invånare per kvadratkilometer. Närmaste större samhälle är Ahar, 9,0 km väster om Serqīn. Trakten runt Serqīn består i huvudsak av gräsmarker.